# Maria Augusta von Thurn und Taxis

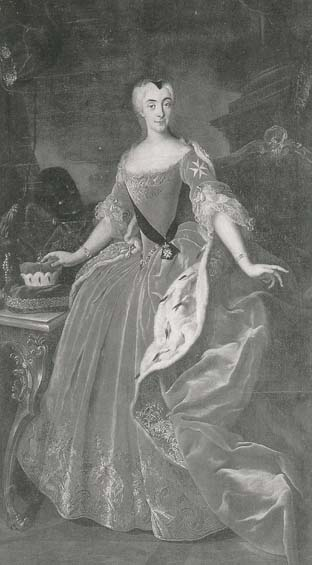
Maria Augusta von Thurn und Taxis

Maria Augusta Anna (Frankfurt am Main, 11 augustus 1706 – Göppingen, 1 februari 1756) was prinses van Thurn und Taxis. Zij was een dochter van Anselm Franz von Thurn und Taxis, vorst van Thurn und Taxis en Maria Louise van Lobkowicz.
Op 1 mei 1727 huwde zij met Karel Alexander van Württemberg die in 1733 regerend hertog van Württemberg werd. Het paar kreeg zes kinderen:
- Karel Eugenius (1728-1793)
- Eugen Ludwig (*/† 1729)
- Lodewijk Eugenius (1731-1795)
- Frederik Eugenius (1732-1797)
- Alexander (1733–1734)
- Augusta (1734-1787), die huwde met haar neef Karl Anselm von Thurn und Taxis

Maria Augusta stierf in 1756 en werd bijzet in de slotkapel van Slot Ludwigsburg te Ludwigsburg.